# Brevicellicium flavovirens
Brevicellicium flavovirens är en svampart som beskrevs av Hjortstam 2001. Brevicellicium flavovirens ingår i släktet Brevicellicium och familjen Hydnodontaceae.   Inga underarter finns listade i Catalogue of Life.